# Korekturní znaménko
Korekturní znaménka slouží k vyznačení oprav a úprav textu určených pro sazbu nebo reprodukci. Tato znaménka jsou grafické značky označující chybu v textu a způsob její opravy.

## Provedení korektur pro sazbu
Přehled těchto znamének, které je vhodné využít i při úpravách konceptů dopisů a dalších dokumentů, obsahuje technická norma ČSN 88 0410:2004 Korekturní znaménka pro sazbu – Pravidla používání. Nejsou však mezi nimi laiky velmi často používané hvězdičky.
Stanovený postup provádění zápisu korektur je jednoduchý a především velmi přehledný. Chybná část textu se označí znaménkem v textu, znaménko se s opravou opakuje na pravém okraji dokumentu, pokud možno souběžně s řádkem, kde je chyba. Při větším počtu oprav nebo při korektuře textu tištěného ve více sloupcích lze opravy vyznačit i na levém okraji textu. Z důvodu jednoznačnosti se stejné chyby na různých místech v rozsahu pěti řádků označují odlišnými znaménky v pořadí v jakém se vyskytují v textu.
Korektury se vyznačují čitelně, jasně a barevně (kuličkovým perem, linerem nebo rollerem). Používání obyčejné tužky není dovoleno. Zpracovává-li korekturu více osob, každá používá odlišnou barvu. Jejich rozdělení se uvede na prvním listu korektury. Norma nedoporučuje používat červenou barvu. Každý korekturní otisk musí být podepsán a opatřen datem provedení korektury. V případě textu zvláštního významu se parafuje každý jednotlivý list.
Technické poznámky pro sazbu nebo jinou úpravu textu musí být zřetelně odlišeny od vlastních korektur (například, jak uvádí norma, vložením do „bublinkového“ rámečku).Korekturní znaménka se dělí na znaménka pro:
- výměnu, vsunutí a vypuštění znaku,
- změnu a sazbu,
- zařazení odstavce, nový řádek, změnu písma,
- změnu formátu a technických parametrů sazby a otisku,
- zrušení nesprávné korektury.

Znalost provádění korektur textu je nutná pro úspěšné složení státní zkoušky ze zpracování textu na počítači.

## Vyznačování korektur u reprodukcí
Vzhled a způsob používání korekturních znamének pro vyznačování chyb v kontrolních jedno nebo více barevných otiscích obrazových předloh uvádí ČSN 88 0411:2004. V nich se korekturní znaménka u barevných reprodukcí vyznačují černou barvou. U černobílých červenou barvou. Korekturní znaménko se vyznačí na okraji tisku a spojí se čarou s místem opravy. V případě několika stejných oprav se korekturní znaménko vyznačí pouze jednou a spojí se s místy oprav více čarami.